# Lauren Henderson (chanteuse de jazz)
Lauren Henderson est une chanteuse américaine de jazz née en 1986 à Marblehead en États-Unis.
Lauren Henderson publie sa musique sur son propre label, Brontosaurus Records.

## Enfance et formation
Enfant, Lauren Henderson chante dans des chorales d'église et d'école.
Elle fréquente ensuite le Wheaton College, où elle a étudié la musique et les études hispaniques. Elle obtient un Executive Master of Business Administration à l'Université de Brown et à l'IE Business School en Espagne.
Lauren Henderson, qui parle anglais et espagnol, étudie également à l'étranger, au Mexique et en Espagne, étudiant la musique traditionnelle ainsi que le chant et la danse flamenco. 
Elle s'installe ensuite à New York et étudie avec Paquito d'Rivera, Barry Harris et Jane Monheit.

## Carrière
Lauren Henderson a publié cinq albums et un extended play (EP) sur son label Brontosaurus Records.
En 2011, elle publie son premier album, intitulé simplement Lauren Henderson ,.
Son deuxième album, A La Madrugada, qu'elle produit et arrange elle-même, sort en 2015 et atteint la 90e place du classement de JazzWeek. La chanson Accede présente sur cet album apparaît dans le film The Drowning,.
En mars 2018, Lauren Henderson publie l'album Ármame, qui se classe dans le Top 40 de JazzWeek. En octobre de la même année, la chanteuse sort l'EP Riptide. 
En juin 2019 sort l'album Alma Oscura, qui débute à la 25e place du classement JazzWeek pour la semaine du 29 juillet 2019.

## Discographie
- 2011 : Lauren Henderson
- 2015 : A La Madrugada
- 2018 : Armame
- 2019 : Alma Oscura
- 2020 : The Songbook Session
- 2020 : Classic Christmas
- 2021 : Musa
- 2022 : La Bruja
- 2023 : Conjuring
- 2024 : Sombras
- 2025 : Sonidos